# B. H. Roberts

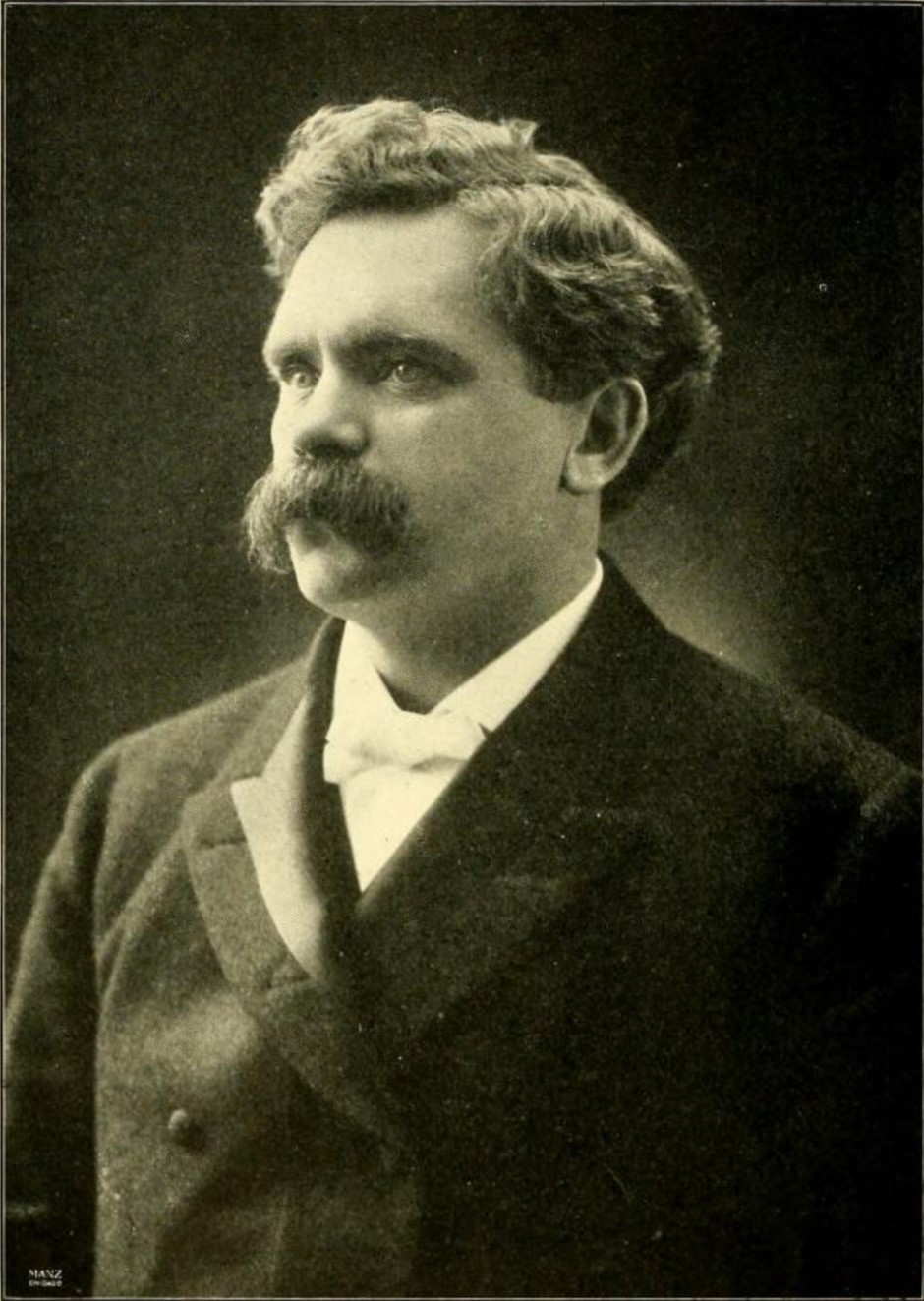
B. H. Roberts (1901)

Brigham Henry Roberts (* 13. März 1857 in Warrington, England; † 27. September 1933 in Salt Lake City, Utah) war ein mormonischer Kirchenführer, Historiker und US-amerikanischer Politiker. Er war Siebziger der Mormonenkirche und gewählter Abgeordneter für das US-Repräsentantenhaus, dem sein Sitz aber verweigert wurde. Er veröffentlichte eine weitverbreitete Reihe von Geschichtsbüchern über die Kirche Jesu Christi der Heiligen der Letzten Tage. Er war auch Autor von Studies of the Book of Mormon, einer Reihe von Essays, welche die Validität der Entstehungsgeschichte des Buches Mormon untersuchen.

## Frühe Jahre
Brigham Roberts’ Eltern wurden im Jahr seiner Geburt Mitglieder der Mormonenkirche, in der der junge Henry dann aufwuchs. Nach eigenen Angaben verlief seine Jugend in England eher unglücklich. Im Jahr 1866 wanderte er mit seiner Schwester nach Amerika aus. In den Vereinigten Staaten ließ er sich 1867 in Salt Lake City nieder, wo es zu einem Wiedersehen mit seiner Mutter kam, die bereits vor ihm ausgewandert war. In seiner neuen Heimat erhielt er eine gute Ausbildung unter anderem an der Deseret University. Er arbeitete zeitweise als Lehrer, im Bergbau und im Zeitungsgeschäft.

## Kirchliche Laufbahn
In seiner neuen Heimat machte Roberts sowohl innerhalb seiner Kirche als auch im politischen Leben Karriere. Auf kirchlichem Gebiet wurde er als Priester ordiniert. Er war zeitweise als Missionar unterwegs und befasste sich mit der Geschichte seiner Kirche, über die er zahlreiche Bücher veröffentlichte. Er stieg bis in den erweiterten Vorstand der Kirche auf und war ein Anhänger der Vielehe. Als Geistlicher schloss er sich 1917 beim amerikanischen Eintritt in den Ersten Weltkrieg der US-Armee an und diente in Frankreich bei einem amerikanischen Artillerieregiment. Zwischen 1922 und 1927 leitete er die Mission seiner Kirche in New York City.

## Politische Laufbahn und weiterer Lebenslauf
Brigham Roberts war Mitglied der Demokratischen Partei. Im Jahr 1894 war er Delegierter auf einer Versammlung zur Überarbeitung der Staatsverfassung von Utah. Dort trat er als Gegner des Frauenwahlrechts auf. Im Jahr 1895 kandidierte er erfolglos für das US-Repräsentantenhaus. Seine politische Tätigkeit, vor allem bei der Demokratischen Partei, war in seiner Kirche, die den Republikanern näher stand, nicht unumstritten. Trotzdem blieb Roberts zunächst der Politik treu. Bei den Kongresswahlen des Jahres 1898 wurde er als Kandidat seiner Partei in das US-Repräsentantenhaus gewählt. Dort hätte er am 4. März 1899 seinen Sitz einnehmen sollen. Dieser Sitz wurde ihm aber verweigert, weil er die gesetzlich verbotene Vielehe betrieb, indem er mit mehreren Frauen gleichzeitig verheiratet war. Damit war er nach der geänderten Bundesgesetzgebung nicht für den Kongress qualifiziert.
Nach dem Ende seiner politischen Ambitionen widmete Roberts sich wieder seinen kirchlichen Aktivitäten, die ihn, wie oben erwähnt, über den Ersten Weltkrieg zum Missionsleiter nach New York City führten. Seinen Lebensabend verbrachte er wieder in Utah. Er starb im Jahr 1933 an Diabetes mellitus.